# Agnieszka Hanajczyk
Agnieszka Małgorzata Hanajczyk z domu Kamińska (ur. 12 stycznia 1963 w Zgierzu) – polska polityk i urzędniczka samorządowa, posłanka na Sejm VI, VII, VIII, IX i X kadencji (od 2007).

## Życiorys
Z wykształcenia prawniczka, ukończyła w 1987 studia na Uniwersytecie Łódzkim oraz studia podyplomowe w zakresie pomocy społecznej (1995) i organizacji pomocy społecznej (1999). Była pracownikiem socjalnym, następnie kierownikiem ośrodka pomocy społecznej. W latach 2002–2007 zajmowała stanowisko zastępcy burmistrza Aleksandrowa Łódzkiego. Zaangażowała się w działalność Ochotniczej Straży Pożarnej oraz Ligi Kobiet Polskich.
W wyborach parlamentarnych w 2007 uzyskała mandat poselski z listy Platformy Obywatelskiej. Kandydując w okręgu sieradzkim, otrzymała 15 050 głosów. 9 czerwca 2011 została powołana w skład komisji śledczej do zbadania sprawy zarzutu nielegalnego wywierania wpływu na funkcjonariuszy policji, służb specjalnych, prokuratorów i osoby pełniące funkcje w organach wymiaru sprawiedliwości. W 2011 kandydowała w kolejnych wyborach parlamentarnych, utrzymała mandat poselski, zdobywając 16 484 głosy.
W 2015 z powodzeniem ubiegała się o poselską reelekcję (dostała 12 128 głosów). W Sejmie VIII kadencji została członkinią Komisji Polityki Społecznej i Rodziny oraz Komisji Ustawodawczej. W 2018 kandydowała z ramienia Koalicji Obywatelskiej na prezydenta Zgierza, przegrywając w II turze. W wyborach w 2019 i 2023 była wybierana do Sejmu na kolejne kadencje, otrzymując odpowiednio 10 535 głosów oraz 16 865 głosów.

## Wyniki w wyborach ogólnopolskich
| Wybory | Komitet wyborczy   | Komitet wyborczy      | Organ            | Okręg | Wynik          |
| ------ | ------------------ | --------------------- | ---------------- | ----- | -------------- |
| 2007   |                    | Platforma Obywatelska | Sejm VI kadencji | nr 11 | 15 050 (3,94%) |
| 2011   | Sejm VII kadencji  | Platforma Obywatelska | 16 484 (4,85%)   | nr 11 |                |
| 2015   | Sejm VIII kadencji | Platforma Obywatelska | 12 128 (3,28%)   | nr 11 |                |
| 2019   |                    | Koalicja Obywatelska  | Sejm IX kadencji | nr 11 | 10 535 (2,29%) |
| 2023   | Sejm X kadencji    | Koalicja Obywatelska  | 16 865 (3,16%)   | nr 11 |                |

## Odznaczenia
- Srebrna Odznaka „Zasłużony dla Ochrony Przeciwpożarowej” (2011)[7]